# 上楸子島
上楸子島（サンチュジャド）は済州特別自治道済州市楸子面に所属する、楸子群島で二番目に大きい島で、楸子島の中心地域である。

## 地理
上楸子島には面事務所が所在する。島の面積は 1.3km2で、人口は楸子面全体の人口(2016年末 1,906人)の約3分の2を占める。
島の南東側にある下楸子島とは全長212mの楸子大橋を通じて連結され、島の北西側には崔瑩将軍の祠がある。